# Famille Gripenberg
La famille Gripenberg  est une famille de la noblesse de Suède et de Finlande,.

## Personnalités
- Achates Ferdinand Gripenberg (1805–1882), militaire
- Alexander Gripenberg (1879–1935), militaire
- Alexandra Gripenberg (1857–1913), écrivain
- Claes Alexis Konstantin Gripenberg (1852–1927), politicien
- Berndt Sebastian Gripenberg (1881–1956), banquier
- Bertel Gripenberg (1920-), architecte
- Bertel Johan Sebastian Gripenberg (1878–1947), poète
- Carl August Edvard Gripenberg (1813–1879), militaire
- Carl Gustaf Casimir Gripenberg (1836–1908), militaire
- Carl Magnus Gripenberg (1754–1818), militaire
- Catharina Gripenberg (1977-) poète
- Catri Gripenberg (1884–1957), écrivain
- Claes Jakob Gripenberg (1768–1856), militaire
- Elisabeth Stenius-Aarneenkallio (née Gripenberg) (1847–1924)
- Eugen Gripenberg (1859–?), militaire
- Frans Mikael Gripenberg (1882–1941), militaire
- Georg Achates Gripenberg (1890–1975), ambassadeur
- Hans Henrik Gripenberg (1754–1813), militaire
- Jakob Karl Gripenberg (1721–1800), militaire
- Johan Axel Gripenberg (1833–1918), militaire
- Johan Fredrik Sebastian Gripenberg (1801–1865), militaire
- Johan Gripenberg, jusqu'en 1678 Wittman (1637–1703), politicien
- Johan Ulrik Sebastian Gripenberg (1795–1869), sénateur
- Johannes Gripenberg (1842–1893), sénateur
- Lennart Gripenberg (1852–1933), militaire
- Maggie Gripenberg (1881–1976), danseur
- Maria Furuhjelm (née Gripenberg) (1846–1916), écrivain
- Alexander Mauritz Sebastian Gripenberg (1869–1925), architecte
- Odert Henrik Gripenberg (1788–1848), militaire
- Ole Gripenberg (1892–1979), architecte
- Oskar Ferdinand Gripenberg (1838–1916), militaire
- Robert Carl Gripenberg (1750–1809), militaire
- Robert Edvard Gripenberg (1852–1937), conseiller
- Odert Sebastian Gripenberg (1850–1925), architecte
- Sinikka Gripenberg (1940-), danseur